# Kaniasso
Kaniasso est une ville du nord de la Côte d'Ivoire, en Afrique de l'ouest. C'est le chef-lieu du département éponyme, dans la région du Folon, district de Denguélé.
La population y est essentiellement constituée de Malinkés.